# 舒格洛夫工場 (加利福尼亞州)
舒格洛夫工場（英語：Sugarloaf Saw Mill）是位於美國加利福尼亞州圖萊里縣的一個人口普查指定地區。

## 地理
舒格洛夫工場的座標為35°50′03″N 118°37′00″W / 35.83417°N 118.61667°W，而該地最高點為海拔高度1660米（即5400英尺）。

## 人口
根據2010年美國人口普查的數據，舒格洛夫工場的面積為0.252平方千米，當中陸地面積為0.252平方千米，而水域面積為0.000平方千米。當地共有人口18人，而人口密度為每平方千米71人。